# Georges Renard
Pour les articles homonymes, voir Renard et Georges Renard.
Georges Renard, né le 21 novembre 1876 à Nancy et mort le 14 mai 1943 à Levallois-Perret, est un avocat, professeur de droit public et philosophe du droit français, ordonné prêtre à la fin de sa vie. 
Figure engagée du catholicisme social, il rejoint Le Sillon de Marc Sangnier jusqu’à la condamnation pontificale du mouvement en 1910. Comme professeur de droit, il s’affirme comme un disciple de Maurice Hauriou et l’un des plus ardents promoteurs de sa « théorie de l’institution », laquelle servira de support au grand œuvre de sa vie : l’élaboration d’ « une philosophie chrétienne du droit, à mi-chemin entre la philosophie individualiste, contractuelle, mécanisme, héritée de la Renaissance et de la Révolution, et le socialisme autoritaire qui brigue sa succession ».

## Biographie

### Jeunesse
Georges Renard naît à Nancy le 21 novembre 1876 au sein d'une famille bourgeoise et chrétienne. Il est le fils aîné de Mathilde Darboy, nièce de Georges Darboy, l'archevêque de Paris fusillé en 1871, et de René Renard, avocat à la cour d’appel de Nancy. Sur les traces de ce dernier, il poursuit des études de droit à la faculté de Nancy aux termes desquelles il entreprend la rédaction de deux thèses de doctorat,. Le 30 décembre 1901, il se marie avec Marguerite Gény, sœur de François Gény, futur doyen de la faculté de droit de Nancy et reconnu pour ses travaux sur la méthodologie juridique. Après deux échecs au concours de l’agrégation de droit, il s’inscrit au barreau de Nancy en 1903 et commence une carrière d’avocat.

### Le Sillon
Séduit par les idées du Sillon fondé par Marc Sangnier quelques années auparavant, Georges Renard rejoint l’antenne lorraine du mouvement dont il devient rapidement une figure phare aux côtés d’Henri Teitgen. Il en embrasse tous les canons : goût de l’action sociale, rejet des sciences livresques et détachées des réalités, foi en l’éducation populaire, aspiration à l’avènement d’une démocratie chrétienne définie comme « le régime qui tend à porter à son plus haut niveau la conscience et la responsabilité civique de chacun »,. 
Brillant orateur, son combat ne s’arrête cependant pas aux prises de paroles publiques qu’il multiplie sur une large partie du territoire français : il participe à de nombreuses entreprises sociales, collabore régulièrement à la Chronique sociale de l’est et théorise les idées du mouvement dans ses « Sept conférences pour la démocratie ». 
Le 25 août 1910, Pie X condamne ouvertement l’activité du Sillon dans l'encyclique « Notre charge apostolique ». Le choc est brutal pour cette génération de jeunes chrétiens convaincu du bien-fondé de leur action et pétri d’un idéal démocratique et chrétien qu’ils continueront, pour nombre d’entre eux, à porter jusqu’à leur dernier souffle.

### Philosophie du droit
En 1920, Georges Renard est admis à l’agrégation de droit public qu’il a préparé à Toulouse auprès du professeur Maurice Hauriou qui deviendra l’un de ses maîtres à penser. Il rejoint alors la faculté de droit de Nancy où il dispense, pendant plusieurs années, un enseignement d’Introduction philosophique à l’étude du droit, qui va être pour lui l’occasion de prolonger son engagement militant. 
Pour le jeune professeur, la neutralité intellectuelle est un leurre derrière lequel il serait malhonnête de se réfugier. Introduisant le premier volume de ses conférences, il déclare en toute transparence : « qu’on n’y cherche pas l’ordonnance régulière d’un traité de philosophie juridique ! Ce n’est qu’un livre de propagande. (…) J’ai tenté de faire passer mon intime persuasion dans l’esprit de mes auditeurs. », Cette intime persuasion est qu'il est non seulement erroné, mais aussi dangereux, de réduire le droit à une science abstraite et formelle comme le défend alors une part croissante la doctrine française, encouragée par l’essor du positivisme. Dès lors qu’elle s’exerce sur des faits sociaux que sont les sociétés humaines, la science juridique ne saurait fermer les yeux sur les considérations morales qui habitent ces dernières. Dépourvue de finalité, elle ne serait plus qu’une technique au service du plus offrant, ce que, au demeurant, la guerre doctrinale, qui a accompagné la Première Guerre mondiale a à ses yeux clairement démontré,. À l’instar de nombreux juristes chrétiens d’alors, Georges Renard va donc s’élever contre les doctrines positivistes qui font de la norme écrite et de la volonté individuelle (ou collective) l’alpha et l’oméga du droit. 
La philosophie du droit dont il trace les contours au gré de plusieurs séries de conférences, se présente comme une actualisation du droit naturel classique tel que défendu par Aristote puis saint Thomas d'Aquin. En tant qu’ordre normatif, le droit est appréhendé comme le produit d’une composition contingente entre deux idées : celles de Sécurité et de Justice, adaptée aux conditions du milieu social et aux convenances de la contrainte,. En découle une méthodologie juridique à base de dialectique continue entre la norme générale, source de stabilité, et les situations particulières auxquelles elle a vocation à s’appliquer,. 
L’idéalisme juridique de Georges Renard prend d’abord la forme un peu nébuleuse d’un « droit naturel à contenu progressif » avant de s’épanouir, sous l’influence décisive de Maurice Hauriou, dans une « conception institutionnelle du droit » à laquelle il consacrera ses dernières décennies de travail.

### Institutionnalisme juridique
La publication, en 1925, d’un article de Maurice Hauriou consacré à « La théorie de l’institution et de la fondation » va constituer un tournant décisif dans la pensée de son disciple Georges Renard. Ce dernier va en effet y déceler un substrat théorique propre à assurer le renouvellement de la science juridique et, a fortiori, une rénovation de l’ordre social. Ses efforts seront donc désormais consacrés à lui donner une assise philosophique et une portée scientifique de plus en plus précise,. 
En revalorisant la place des corps intermédiaires que sont la famille, les corporations et autres associations en tout genre, la conception institutionnelle du droit et de l’ordre social que va développer Georges Renard entend lutter à la fois contre la logique contractuelle et individualiste qui sous-tend le social-libéralisme et contre la logique totalitaire et bureaucratique qui sous-tend le jacobinisme social. Il s'agit de développer une logique collaborative et déontologique entre ces deux excès, la même qui réapparaitra plus tard sous le terme de « participation ».

### Tournant théologique
Le 18 décembre 1930, la femme de Georges Renard, Marguerite, est victime d’un accident de la route dont elle décèdera quelques jours plus tard. Plusieurs années auparavant les époux s’étaient jurés d’embrasser la vie religieuse dans l’hypothèse où l’un d’entre eux venaient à décéder. Conformément à ce vœu, Renard abandonne de façon prématurée ses fonctions de professeur de droit et entre au noviciat des dominicains de la Province de France en juillet 1932. Il est ordonné prêtre quelques années plus tard.  
Un tournant intellectuel s’opère alors. S’il persiste à développer et défendre avec zèle la philosophie institutionnaliste dont il s’est fait le chantre, son œuvre prend une dimension de plus en plus théologique qui en restreint de fait la portée aux milieux catholiques.   
Le 14 mai 1943, il décède à l’hôpital de Levallois-Perret, laissant derrière lui une œuvre riche de plus d’une quinzaine d’ouvrages et de plusieurs dizaines d’articles dont certains sont exclusivement conservés aux archives de la Bibliothèque du Saulchoir.

## Postérité
Parmi les juristes qui se réclameront plus ou moins ouvertement de la pensée de Georges Renard, on peut notamment citer Pierre-Henri Teitgen, Jean Rivero, François De Menton ou encore Paul Reuter,.

## Publications
- Sept conférences sur la démocratie, Paris, Au Sillon, 1906
- Le Parlement et la législation du travail, Paris, Librairie de "La Démocratie", 1913
- Cours élémentaires de droit public, droit constitutionnel, droit administratif, droit financier, Sirey, 1922
- Le Droit, la Justice et la Volonté, Paris, Sirey, 1924
- Le Droit, la Logique et le Bon sens, Paris, Sirey, 1925
- Le Droit, l'Ordre et la Raison, Paris, Sirey, 1927
- La valeur de la loi. Critique philosophique de la notion de loi. Pourquoi et comment il faut obéir à la loi, Paris, Sirey, 1928
- La Théorie de l'institution : essai d'ontologie juridique, Paris, Sirey, 1930
- L'Institution : fondement d'une rénovation de l'ordre social, Flammarion, 1933
- La Philosophie de l'Institution, Paris, Sirey, 1939